# Bursera aptera
Bursera aptera är en tvåhjärtbladig växtart som beskrevs av Ramirez. Bursera aptera ingår i släktet Bursera och familjen Burseraceae. Inga underarter finns listade i Catalogue of Life.